# クレーグリンゲン
クレーグリンゲン (ドイツ語: Creglingen, ドイツ語発音: [kreːɡlɪŋən] ( 音声ファイル)) はドイツ連邦共和国バーデン＝ヴュルテンベルク州マイン＝タウバー郡に属す市。

## 地理

### 位置
クレーグリンゲンはバーデン＝ヴュルテンベルク州の最も北東に位置する。タウバー川沿いにローテンブルク・オプ・デア・タウバー (20km)とバート・メルゲントハイム (25km)との中間にあたる。

### 市の構成
1972年の市町村再編以降、この市にはそれまで独立した市町村だったアルクスホーフェン、ブルームヴァイラー、クラインタール、クレーグリンゲン、フィンスターロール、フラウエンタール、フロイデンバッハ、ミュンスター、ニーダーリムバッハ、オーバーリムバッハ、ラインスブロン、シュマーバッハ、ヴァルトマンスホーフェンが属している。

## 歴史

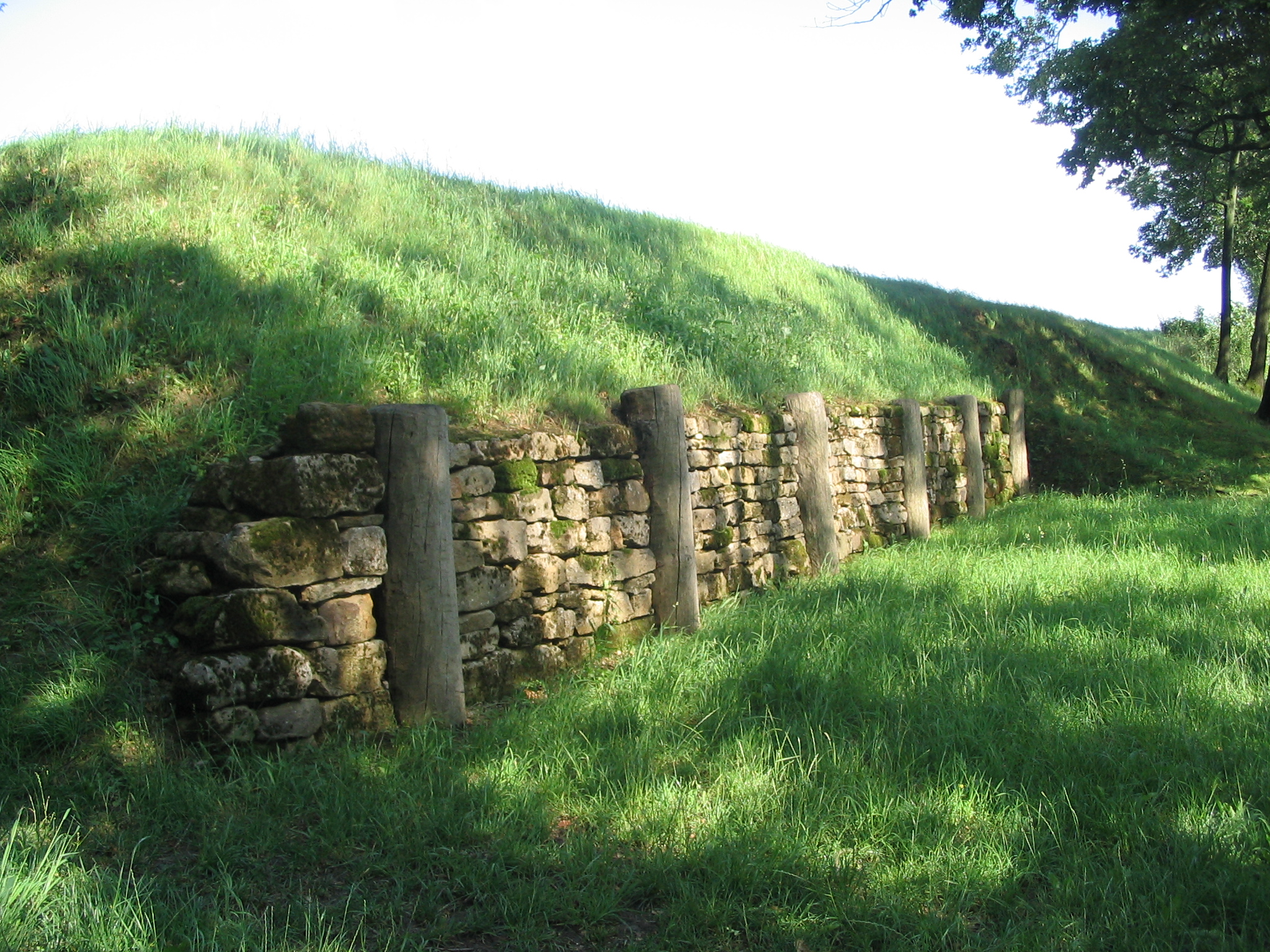
プフォステンシュリッツマウアーの遺構

ローマ時代以前の鉄器時代、すなわちラ＝テーヌ時代にオッピドゥム・フィンスターロールは建設された。考古学的調査はこれまできわめて限られた範囲でしかなされていないが、プフォステンシュリッツマウアー（典型的なケルト時代様式の壁）を含む防衛施設が発見されている。
クレーグリンゲンは1045年にバンベルク司教の文書に初めて記録されている。1088年にはこの村はコムブルク修道院領になっていた。13世紀にブラウネック城に居を構えたホーエンローエ伯家一門の所領に移された。1349年にゴットフリート・フォン・ホーエンローエ＝ブラウネックがクレーグリンゲンに都市権を与えた。
伝承によれば、1384年8月10日にある農民がクレーグリンゲン郊外のプフリューゲンで無傷のホスチアを見つけた。この発見場所に1389年に建てられたのがヘルゴット教会である。この教会は、コンラート・フォン・ホーエンローエおよびゴットフリート・フォン・ホーエンローエが施主となった。この教会のティルマン・リーメンシュナイダー作のマリア祭壇は1505年にここに設置されたものである。

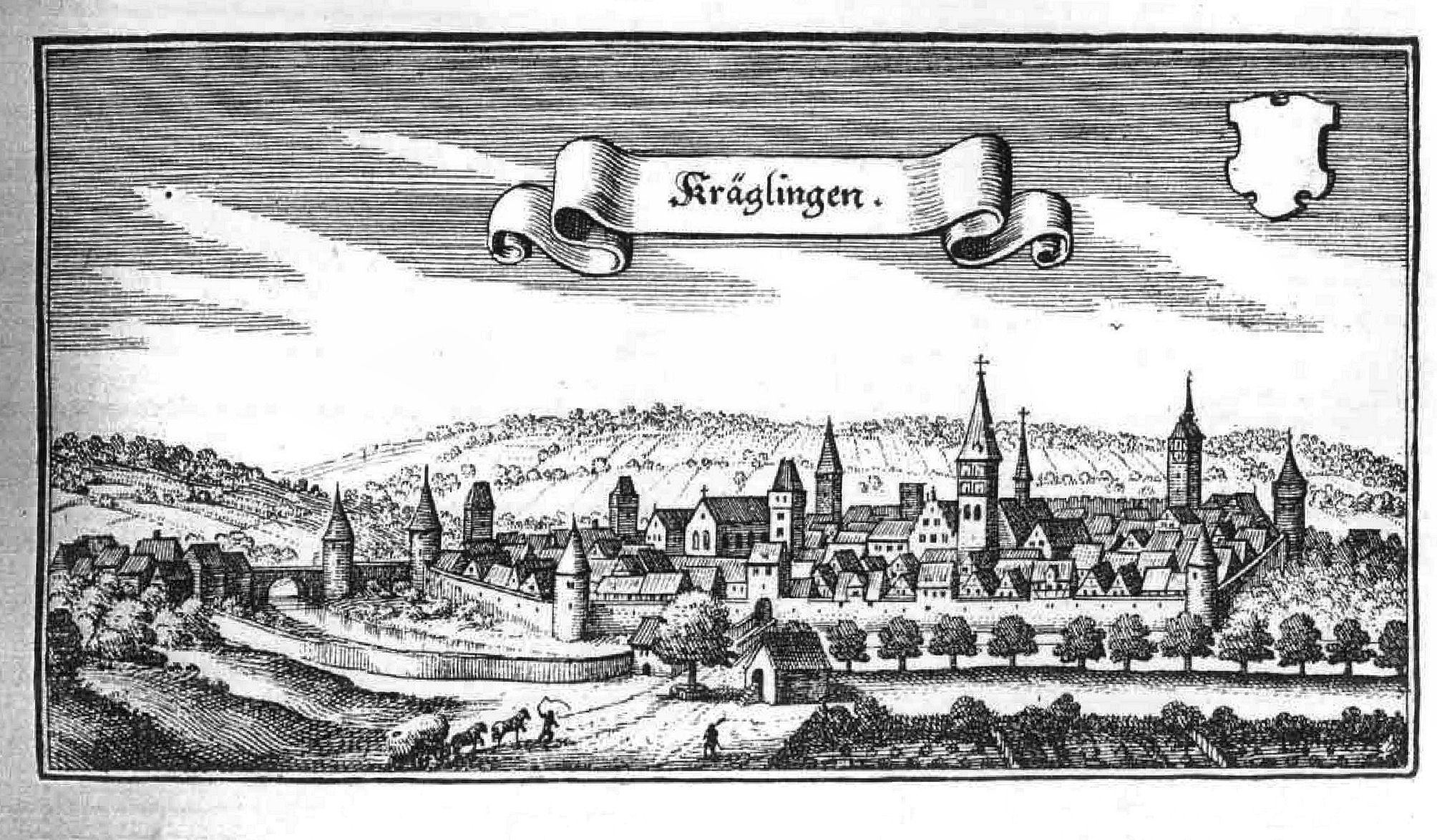
17世紀のクレーグリンゲン

1390年にホーエンローエ＝ブラウネックの家系が絶えた後、クレーグリンゲンは紆余曲折の歴史をたどった。ヴァインスベルク家、テューリンゲンのシュヴァルツェンブルク伯、ブランデンブルク＝アンスバッハ辺境伯らの統治を経て、1791年にはプロイセン領、1806年にバイエルン領、そして1810年に最終的にヴュルテンベルク領となった。ヴュルテンベルクではオーバーアムト・メルゲントハイムに属した。
1933年3月25日に当時現職の市議会議員を含む16人のユダヤ人が虐待を受けた。ヘルマン・シュテルンとアルノルト・ローゼンフェルトは虐待の中で亡くなった。彼らはドイツにおけるユダヤ人虐殺の最も早期の事例の一つとなった。フリッツ・クラインの指揮下で行われたこのクレーグリンゲン迫害活動は、現代の研究によれば、死者を出すほどの組織的・暴力的反ユダヤ人熱の帝国最初の例である。
1934年にオーバーアムトは郡に再編され、1938年にメルゲントハイム郡が成立した。1973年1月1日、同郡の廃止に伴いクレーグリンゲンは新設されたタウバー郡、現在のマイン＝タウバー郡に編入された。これに先立つ1972年2月1日に12の町村がクレーグリンゲンに合併している。

### 地区

#### アルクスホーフェン
アルクスホーフェンは807年に初めて文献上に記録されている。1341年には独自を教会教区を得ている。1695年にこの村で最初のユダヤ人に関する記録が見られる。

#### フィンスターロール
フィンスターロールは、1224年にヴュルツブルク司教本部の書類に初めて記録されている。世俗化により最初はバイエルン領となったが、1810年にヴュルテンベルク領となった。

#### フラウエンタール
フラウエンタール修道院は、1232年にシトー会の修道院として建設された。1525年にドイツ農民戦争で破壊され、最終的に修道院が廃止された後、1548年にアンスバッハ侯領に移された。修道院近くの小集落は時代とともに拡大し、1791年に独立した村となった。

#### フロイデンバッハ
アルクスホーフェンと同様、フロイデンバッハも807年に初めて文献上に記録されている。領主が長らくホーエンローエ＝ブラウネック家であったが、その後アンスバッハ辺境伯に移った。陪臣化により1806年にバイエルン領、1810年にヴュルテンベルク領となった。この村では露天掘りで砂岩の採掘が行われていた。また、歴史的には砥石の輸出が重要な産業であった。こうした資材はアンスバッハ城をはじめ、この地域の多くの建物に用いられている。

#### ミュンスター
ミュンスターは1232年に初めて記録されている。ホーエンローエ＝ブラウネック家はこの村から得た富でフラウエンタール修道院を建設したというものである。

#### ニーダーリムバッハ
ニーダーリムバッハは1045年に初めて文献上に記録されている。この集落はタウバー川の支流であるリムバッハ川沿いに位置している。

#### ラインスブロン
この村は1267年のドイツ騎士団の文書に初めて記録されている。現在の城のある場所に、ホーエンローエ＝ブラウネック家からレーエンを授かったラインスブロン家が所有する砦があった。15世紀半ばにブランデンブルク＝アンスバッハ辺境伯家は、ガイヤー・フォン・ギーベルシュタット家にレーエンとして与えたラインスブロンを含む土地を獲得した。1587年にフィリップ・ガイヤー・フォン・ギーベルシュタットは23,000グルデンで現在の旧水城址の土地を購入し、取り戻した。この人物は有名なフロリアン・ガイヤーの子孫であり、1587年に宗教改革を行った。ガイヤー・フォン・ギーベルシュタット家が断絶すると1708年にプロイセンあるいはアンスバッハ辺境伯に（両者はともにホーエンツォレルン家である）戻された。1923年に老朽化した城の北翼および西翼の一部が倒壊したが、再建されなかった。現在まで遺された城館の一部だけがかつてのラインスブロン城の栄華を物語っている。

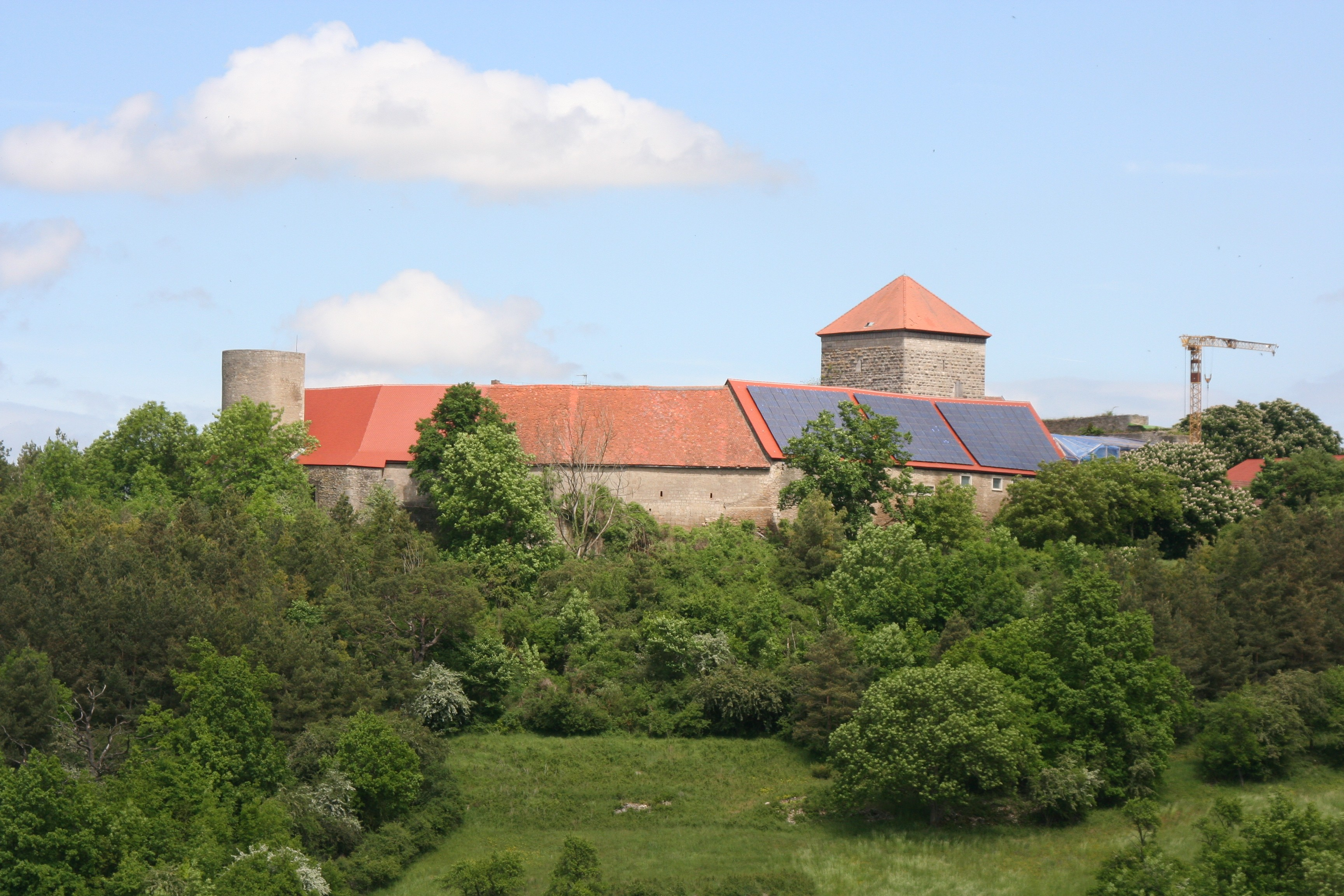
ブラウネック城

この市区内のニーダーシュタイナハ小集落にブラウネック城がある。この城は11世紀に建設され、1525年にドイツ農民戦争で大きな被害を受けた。この城はホーエンローエ＝ブラウネック家の主城であり、現在は保護文化財に指定されている。

#### シュマーバッハ
シュマーバッハは1182年にアルブルトゥス・デ・ホーエンロッホ（すなわちホーエンローエ）のレーエンとして初めて文献上に記録されている。

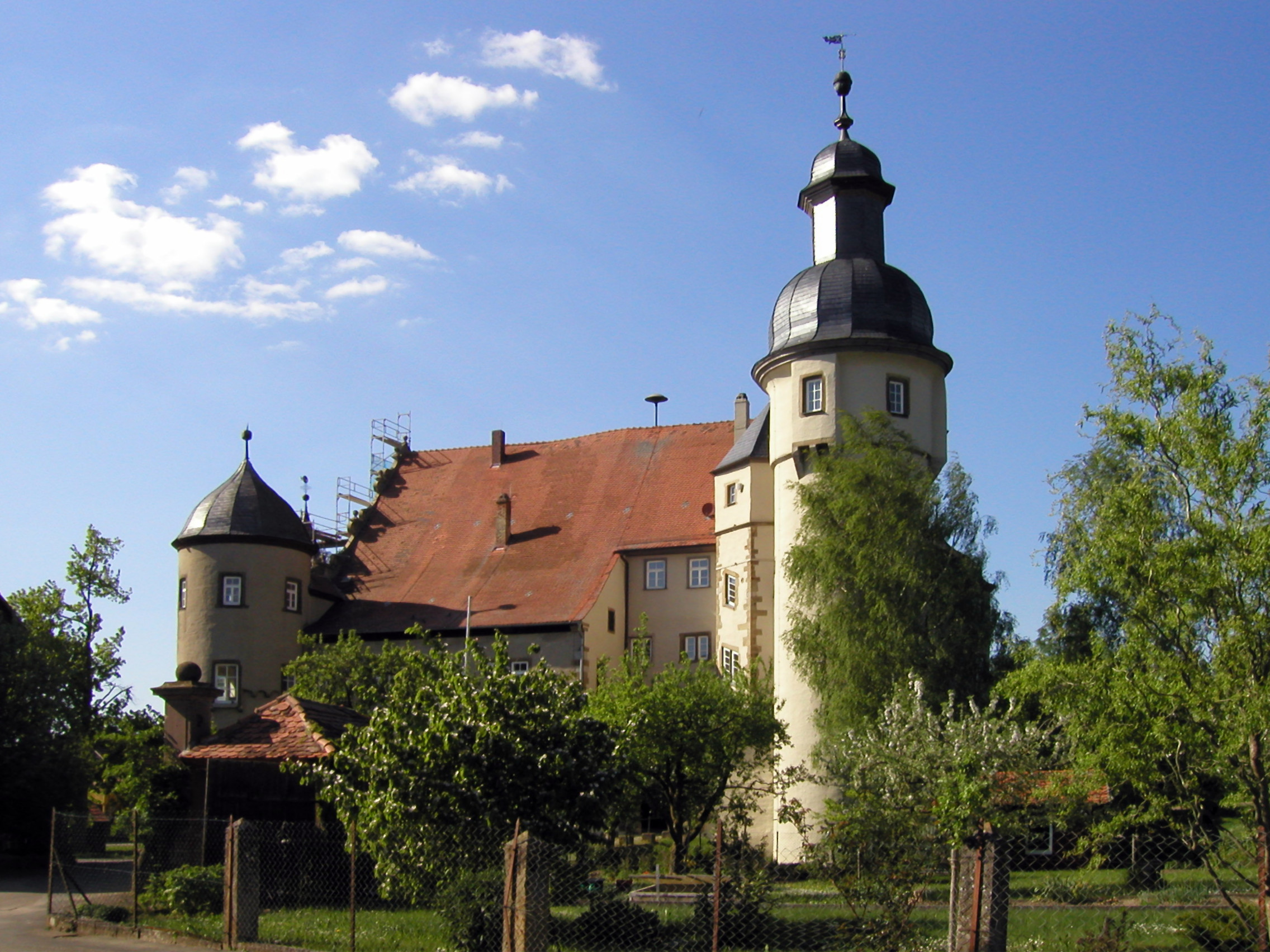
ヴァルトマンスホーフェン城

#### ヴァルトマンスホーフェン
ヴュルツブルク司教領主の文献中、ヴァルトマンスホーフェンは807年に初めて文献上に記録されている。ヴァルトマンスホーフェンの城と村は、その後トルヒゼス・フォン・バルダースハイム家のものとなったが、1474年にローゼンベルク騎士家に移された。1632年にはハッツフェルト伯、さらに後にはヴュルテンベルク王国領となった。

### 宗教
宗教改革以後、クレーグリンゲンではプロテスタントが主である。国家社会主義の時代まではユダヤ教の大きな組織もあった。ローマ・カトリックの組織は、多くのカトリック系難民がクレーグリンゲンに移り住んだ第二次世界大戦後に設けられた。現在では旧敬虔派地方教会の組織や新使徒派教会組織もこの都市にはある。
17世紀の初めから1939年までクレーグリンゲンにはユダヤ教組織があり、その信者はクレーグリンゲン・ユダヤ人墓地に葬られていた。この街のシナゴーグは1800年からノイエン通り28にあったが、1933年3月25日のクレーグリンゲン迫害活動によって破壊され、現在はこの場所の建物に記念プレートが掲げられている。

## 行政

### 市議会
クレーグリンゲンの市議会は、21議席からなる。

### 市長
市長は8年ごとに改選される。
- 1964年 - 1988年: ヘルムト・バウアー
- 1988年 - 1998年: ヴェルナー・フィフカ
- 1998年 - 2010年: ハルトムート・ホルツヴァルト
- 2010年 - : ウーヴェ・ヘーン

### 紋章
図柄: 銀地に、赤い爪と赤い舌を出して、こちらを見る黒い獅子（ヒョウ）が上下に配されている。

## 経済と社会資本
クレーグリンゲンおよびラインスブロン、アルクスホーフェンは、ワイン造りの街である。

### 交通
クレーグリンゲンは、1909年以降、ヴュルテンベルク国営鉄道、後にはドイツ帝国鉄道、さらに後にはドイツ鉄道の支線によって鉄道網に接続している。この支線を経由して、レッティンゲンからオクゼンフルトへのガウ鉄道にも接続していた。この路線へはビーベレーレンで接続し、レッティンゲンまではヴュルテンベルク鉄道の支線と同じ路線を利用していた。旅客鉄道は1967年に、貨物輸送も1980年代に廃止された。その後線路は撤去され、路線跡はタウバータール自転車道に利用されている。現在、かつての鉄道を思い起こさせるものは、自転車道になっている鉄道用築堤跡だけである。

### メディア
| プログラム                       | 周波数   | 放送出力 |
| -------------------------------- | -------- | -------- |
| SWR 1 バーデン＝ヴュルテンベルク | 89.1 MHz | 0.01 kW  |
| SWR 2                            | 92.5 MHz | 0.01 kW  |
| SWR 4 フランケン・ラジオ         | 94.9 MHz | 0.01 kW  |
| SWR 3                            | 97.2 MHz | 0.01 kW  |

#### 放送
クレーグリンゲンは南西ドイツ放送の超短波送信所のある街である。右表のプログラムが放送されている。

### 教育
クレーグリンゲンには、実科学校が1校、職業実科学校を併設した基礎課程・本課程学校が1校ある。ギムナジウムはヴァイカースハイムへ通学する。

## 文化と見所
クレーグリンゲンは、多くの見所を持つロマンティック街道に面している。

### 博物館
- クレーグリンゲン・ユダヤ博物館: 2004年11月8日に常設展「Wurzeln und Wege（教義と道）」とともにクレーグリンゲン・ユダヤ博物館が開館した。展示は、クレーグリンゲンおよびアルクスホーフェンにおけるユダヤ人の信仰と生活の特殊性、タウバーフランケン地方のユダヤ人の故郷から異国への移動、親ユダヤから反ユダヤへの成り行きなどである。
- リントライン塔博物館: リントライン塔はクレーグリンゲンの中世後期の防衛施設であり防衛塔・見張り塔として用いられていた。1795年に石造りの階の上に木組みの建物が造られ、住めるようになった。クレーグリンゲンおよびその周辺地域の下女であったマルガレーテ・ベッティガーが1927年に暖房施設のある部屋が2部屋と厨房とトイレがあるこの塔を手に入れ、1993年まで住んでいた。1979年には市がこの塔の所有者となっていた。1999年から一般公開に向け、入場できるよう、そして最後の所有者であった女性の暮らしがうかがえるよう整備がなされた。
- ヴァルトマンスホーフェン城内の消防博物館
- ヘルゴット教会/コーレスミューレの指ぬき博物館

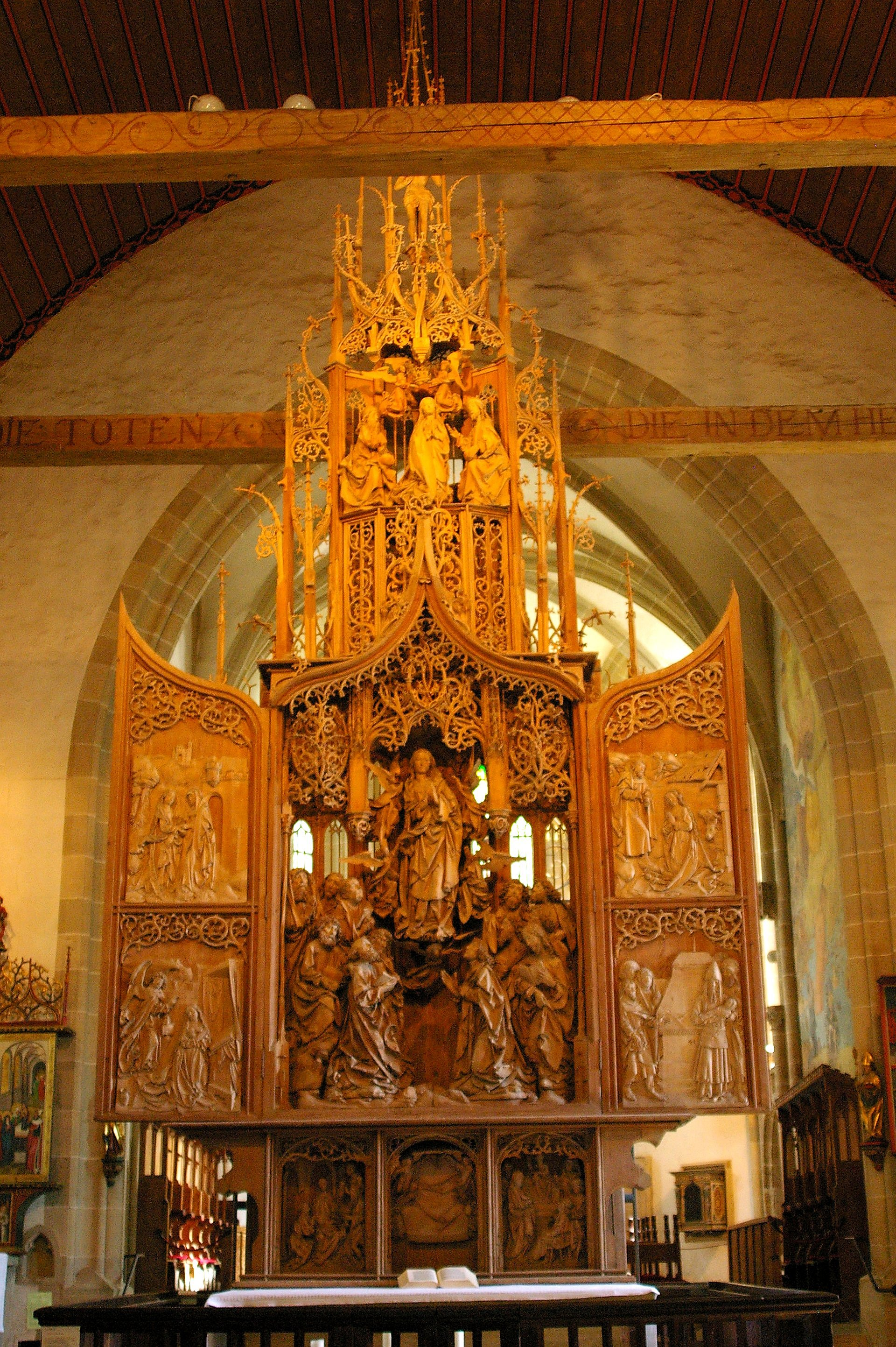
ヘルゴット教会のマリア祭壇

### 建築
- 市街地から南に1km離れたヘルゴット教会のティルマン・リーメンシュナイダー作のマリア祭壇。1478年に製作された祭壇背後の飾り壁は中世の木彫芸術の中で最も重要な作品の一つである。2005年に設置500年祭が祝われた。
- プロテスタントのクレーグリンゲン市教会は元々後期ロマネスク様式のバシリカ（内陣室は1180年に建設）であった。その後何度も改築がなされ、バロック建築に造り替えられた。教会塔はこの街の景観を決定づけている。墓標、後期ゴシック様式の聖体安置塔や16世紀の講壇を飾る象眼彫刻などである。
- 1352年建造の州内で最も古い農家
- フラウエンタールの旧シトー会修道院
- リヒテルのリヒテラー・ラントトゥルム
- ニーダーリムバッハの12世紀に建造された聖ヨハネス教会
- ニーダーリムバッハ区シュタンドルフのウルリヒ礼拝堂
- フィンスターロールとタウバー川の間にあるケルト時代のオッピドゥム・フィンスターロールの遺跡

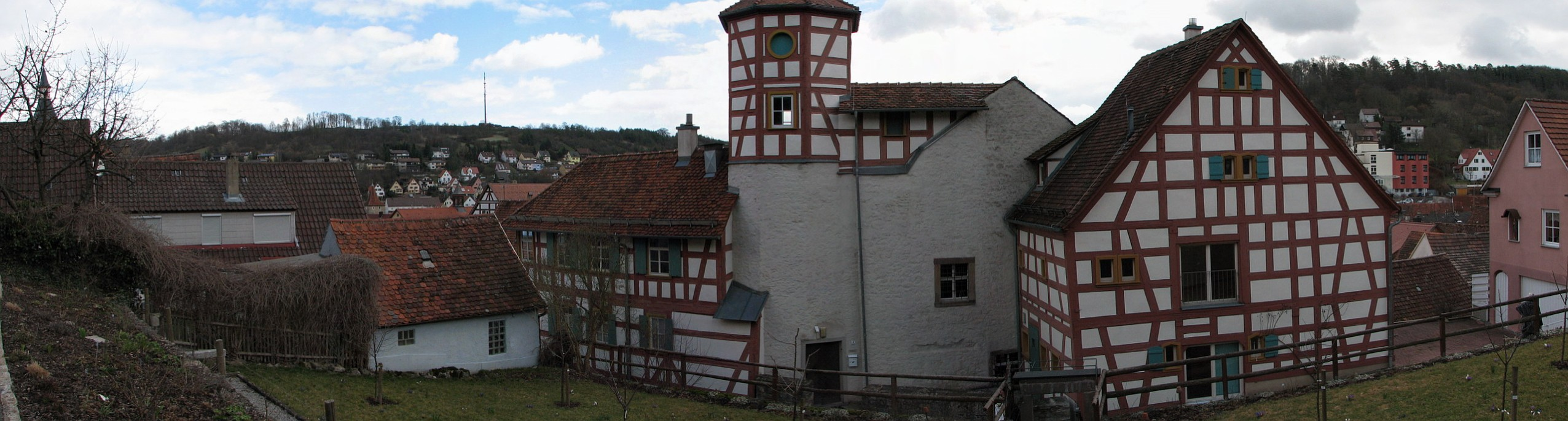
ロムシュレッスレ文化センター

### ロムシュレッスレ文化センター
クレーグリンゲン市の南端に旧ヴァインスベルク家、現在のレムシュレッスレがある。この建物は1992年から1994年に改築された。現在ロムシュレッスレには、たとえば公共図書館、市立音楽学校や製陶所などがある。さらには定期的にコンサートや文化行事が開催されている。

### 公園
- ミュンスター湖水保養地域は、水浴場、寝椅子広場、多彩な水遊び場、総延長900mのはだし広場などを備えた典型的な保養地である。ミュンスター地区の近くにあり、裏手にはキャンプ場もある。
- フィンスターロール、ショーナハ、シュマーバッハの間にカルロート湖がある。水浴場の近くには2つのグリル場がある。毎年7月末にはカルロート湖営利組合がカルロート湖釣り人祭が開催される。

### 定例行事
2月の第2水曜日は、クレーグリンゲンでは80年以上前から祭の日であった。クレーグリンゲンの馬市はタウバー渓谷やバイエルン州の近隣地区からすべての馬業者が参加する、古い馬市の伝統と活発な市場の混合である。馬の表彰や雑貨市の他に、この馬市のハイライトはパレードとそれに続いて行われる野外コンサートである。
また、毎年、伝統的なイースター市、聖霊降臨祭市、クリスマス市が開催される。
6月の第2週末に、ロムシュレッスレ公園内およびその周辺でバラの花祭や灯明祭が開催される。

### サークル活動
クレーグリンゲンでは活発なサークル活動が行われている。たとえば、
- 9つのスポーツクラブ
- 15の合唱・歌唱クラブ
- 8つのトロンボーン・アンサンブルや楽団
- 11の農婦サークル
- 14の青年クラブ

その他である。

## 人物
- グスタフ・フォアヘル（1778年 - 1847年）建築家、経済学者
- ヴィルヘルム・ミヒラー（1846年 - 1889年）化学者
- エルンスト・シュトゥーリンガー（1913年 - 2008年）物理学者、ロケット開発者

## 引用
1. ↑  Statistisches Landesamt Baden-Württemberg – Bevölkerung nach Nationalität und Geschlecht am 31. Dezember 2023 (CSV-Datei)
2. ↑  Max Mangold, ed (2005). Duden, Aussprachewörterbuch (6 ed.). Dudenverl. p. 254. ISBN 978-3-411-04066-7
3. ↑  Das Land Baden-Württemberg. Amtliche Beschreibung nach Kreisen und Gemeinden. Band IV: Regierungsbezirk Stuttgart, Regionalverbände Franken und Ostwürttemberg. Kohlhammer, Stuttgart 1980, ISBN 3-17-005708-1. S. 305–315
4. ↑  Gedenkstätten für die Opfer des Nationalsozialismus. Eine Dokumentation. Band 1. Bundeszentrale für politische Bildung, Bonn 1995, ISBN 3-89331-208-0, S. 31
5. ↑  ドイツ連邦の超短波送信所 （PDF; 23.3 kB;  26. April 2009年4月26日現在）